# 이와타역 (시즈오카현)
이와타역(일본어: 磐田駅 이와타에키[*])은 일본 시즈오카현 이와타시에 있는 철도역이다.

## 타는 곳
| 1 | ■ 도카이도 본선 | 가케가와·시마다·시즈오카 방면   |
| 2 | ■ 도카이도 본선 | 하마마쓰·신조하라·도요하시 방면 |

## 역세권 정보
- 이와타시청사

## 역사
- 1889년 4월 16일: 영업 개시.
- 1942년 10월 10일: 이와타 역으로 명칭을 변경.
- 1987년 4월 1일: 도카이 여객철도에 이관.
- 1992년 11월 14일: 자동 개찰 도입.
- 2000년 1월 30일: 역사 개축 완료.
- 2008년 3월 1일: 토이카 도입.

## 인접역
| 도카이도 본선          | 도카이도 본선 | 도카이도 본선          |
| ---------------------- | ------------- | ---------------------- |
| 후쿠로이 시즈오카 방면 |               | 도요다초 하마마쓰 방면 |